# Chiesa di San Giovanni Battista in Bosco
La chiesa di San Giovanni Battista in Bosco (in tedesco St. Johannes Baptist im Wald) è una chiesa cattolica situata nel comune di Sarentino, in provincia di Bolzano. È sussidiaria della parrocchiale dei Santi Pietro e Paolo di Pennes e fa parte della diocesi di Bolzano-Bressanone.

## Storia

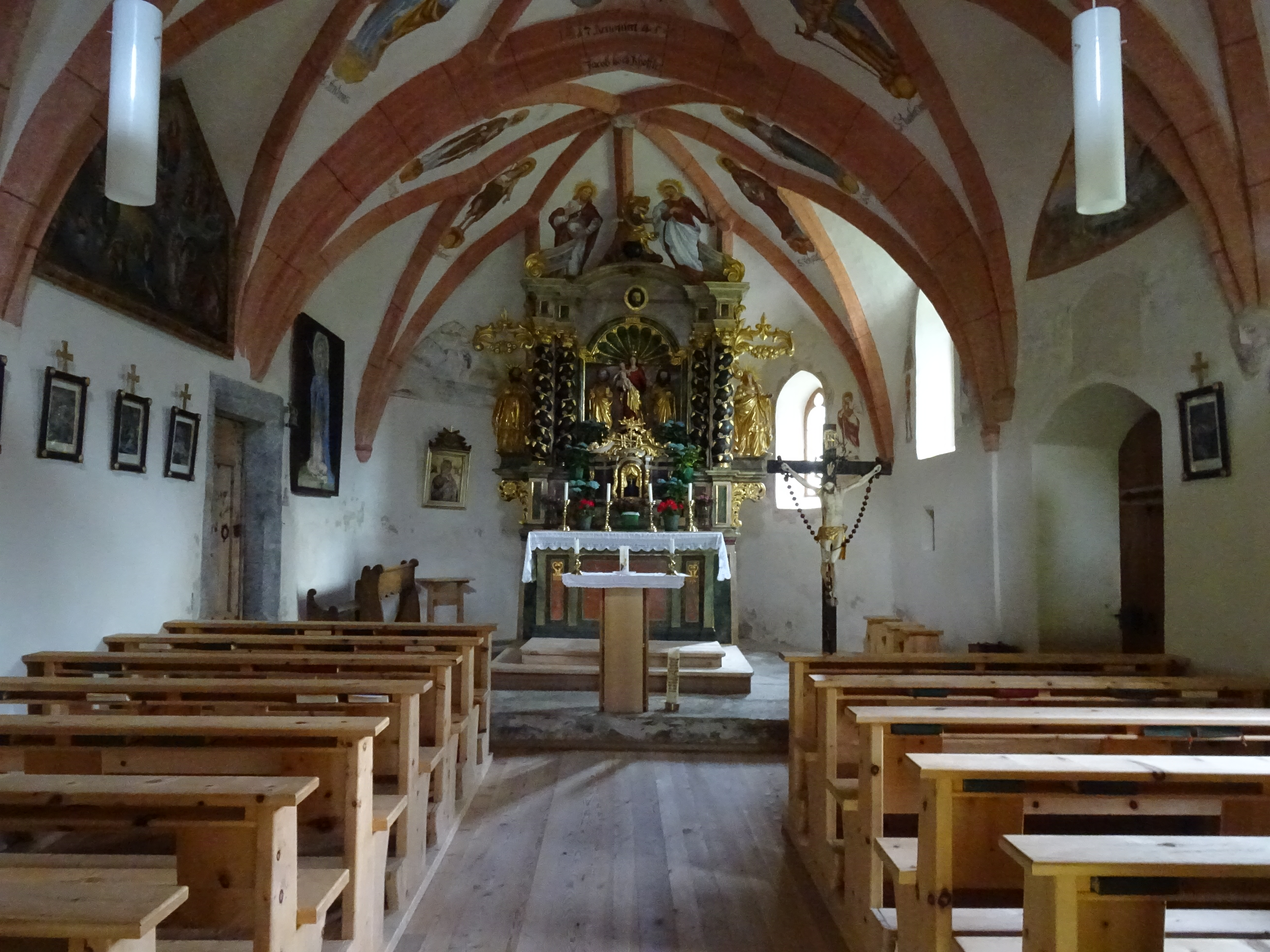
Interno

La chiesa attuale sorse nel 1532-38 al posto di una cappella preesistente, su un sito che forse era già luogo di culto paleocristiano o anche pagano.

## Descrizione

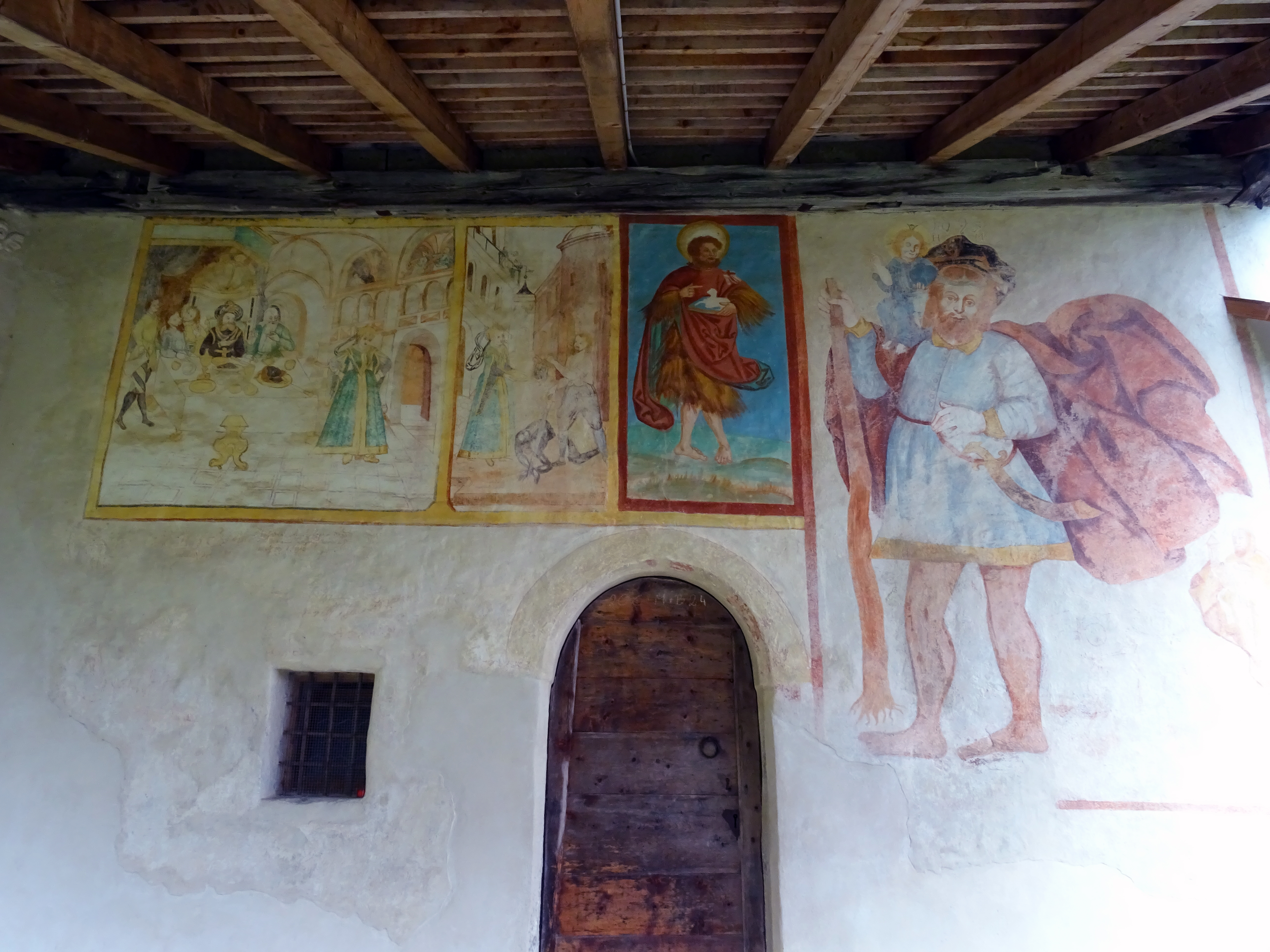
Gli affreschi della facciata

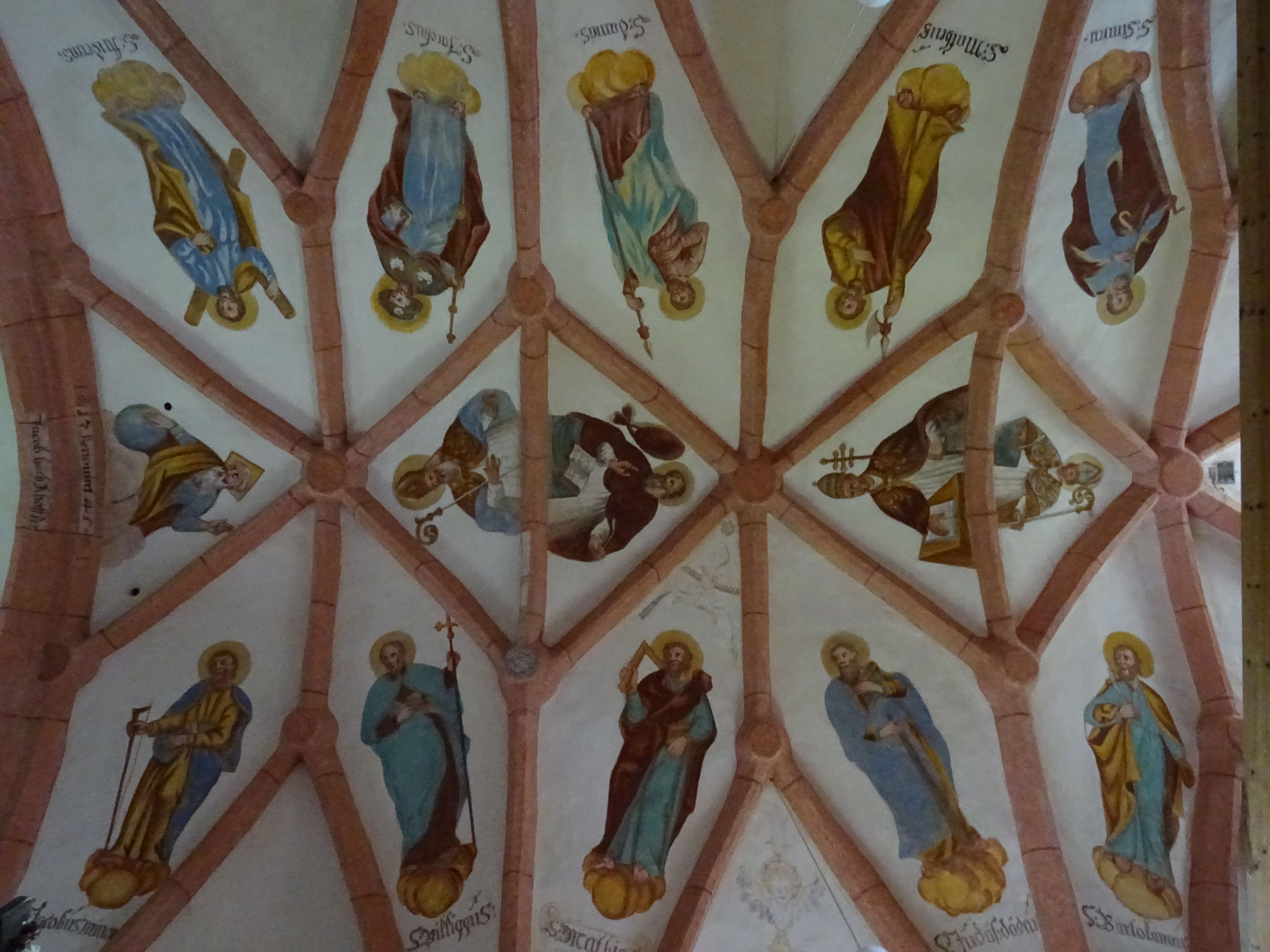
Gli affreschi della volta

### Esterno
La chiesa sorge alle pendici del Monte Rosso e poco al di sotto di un maso, sopra la SS508, nel tratto tra i paesi di Rio Bianco e Monterosso/Pennes di Fuori.
La facciata a capanna, preceduta da un protiro, è aperta dal portale d'accesso a tutto sesto, affiancato da una finestrella quadrata, e da un oculo in alto al centro. Sopra al portale vi sono quattro affreschi; i primi tre, raffiguranti il banchetto di Erode, la decapitazione di San Giovanni e san Giovanni che indica l'Agnello di Dio, sono del 1540, mentre il quarto, un san Cristoforo firmato "H. M.", è del 1695.
Sul fianco destro, sorretto da quattro contrafforti, si trovano un portale laterale e due monofore. Al fianco sinistro, rivolto verso monte, si appoggia il campanile, una torre a base quadrata, con un piccolo quadrante d'orologio e cella campanaria delimitata da cornicioni, aperta da monofore su ogni lato; la parte terminale ha quattro timpani, dotati di bifore, e guglia piramidale ottagonale. Al suo interno è collocata una campana fusa da Löffler nel 1550.

### Interno

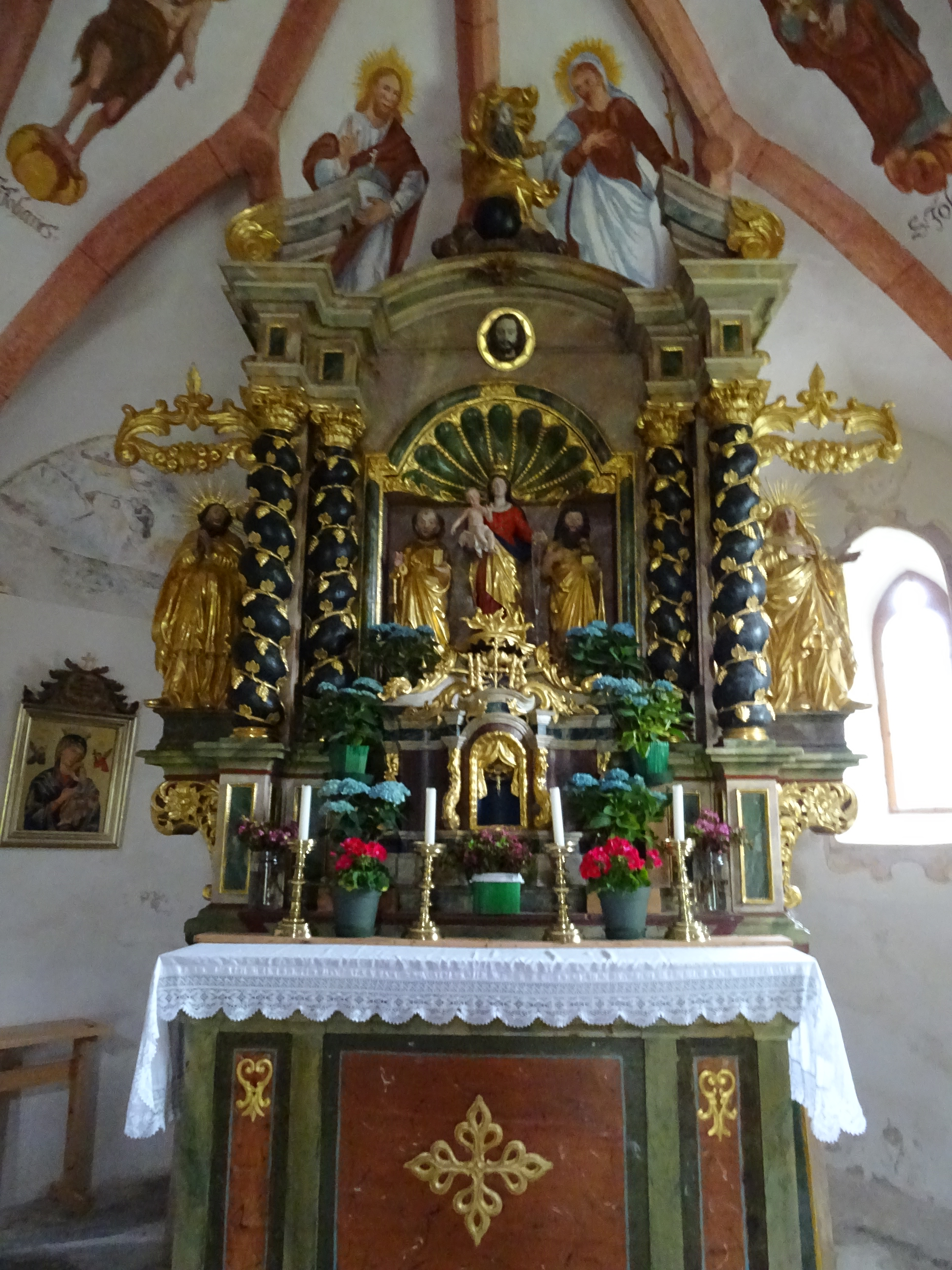
L'altare

L'interno è costituito da un'unica navata e dal presbiterio, entrambi voltati a stella e affrescati con le immagini settecentesche di Dio, apostoli, padri della Chiesa e altri santi. Nelle lunette del lato meridionale della navata sono raffigurati san Giovanni Battista e la lapidazione di santo Stefano; dietro l'altare, una finestra murata è stata dipinta con l'immagine dell'uomo dei dolori, e ai suoi fianchi sono raffigurati san Lorenzo e un altro santo; in una lunetta del fondo del presbiterio è presente il battesimo di Gesù; in controfacciata sono affrescati la Crocifissione e di nuovo il battesimo di Gesù.
L'altare barocco, risalente al 1680, contiene al centro una statua della Madonna con Bambino (che però è posteriore), ed è ornato ai lati da quelle di Elisabetta e Zaccaria. In chiesa si conservano anche due dipinti, raffiguranti la Mater Dolorosa (firmato "G.H.P.", 1646) e il giudizio universale (settecentesco). In controfacciata si trova la cantoria.